# Hedwig Eleonora van Sleeswijk-Holstein-Gottorp
Hedwig Eleonora van Sleeswijk-Holstein-Gottorp (Sleeswijk, 23 oktober 1636 - Stockholm, 24 november 1715) was van 1654 tot 1660 koningin-gemalin van Zweden en van 1660 tot 1672 en voor enkele maanden in 1697 regentes van Zweden. Ze behoorde tot het huis Sleeswijk-Holstein-Gottorp.

## Levensloop
Hedwig Eleonora was een dochter van hertog Frederik III van Sleeswijk-Holstein-Gottorp en diens echtgenote Maria Elisabeth, dochter van keurvorst Johan George I van Saksen.
Op 21 oktober 1654 huwde zij in Stockholm met koning Karel X Gustaaf van Zweden (1622-1660). De bedoeling van het huwelijk was om Sleeswijk-Holstein-Gottorp en Zweden te verenigen tegen hun gezamenlijke vijand Denemarken. Het echtpaar kreeg een zoon: Karel XI (1655-1697), die zijn vader zou opvolgen als koning van Zweden.
Hedwig Eleonora werd beschouwd als een fijnzinnige koningin die een sterke neiging naar kunsten had, voornamelijk schilderkunst en architectuur. Onder haar leiding werd onder meer het Slot Drottningholm gebouwd, de huidige residentie van de Zweedse koningen. De weinig in politiek geïnteresseerde Hedwig Eleonora nam tijdens de lange oorlogstochten van haar echtgenoot enkel de ceremoniële plichten waar.
Na de dood van haar echtgenoot in 1660 was Hedwig Eleonora van 1660 tot 1672 regentes voor haar minderjarige zoon Karel XI. Ook tijdens haar regentschap bleef ze op de achtergrond. Hedwig Eleonora bleef echter een grote invloed uitoefenen op haar zoon, de anti-Deense politiek van Karel XI werd deels aan haar toegeschreven. Ze bleef haar hele leven zichtbaar in de Zweedse politiek en maatschappij en was tot aan haar dood in 1715 de feitelijke koningin van Zweden. In 1697 was zij enkele maanden regentes van haar minderjarige kleinzoon Karel XII.
In november 1715 stierf ze op 79-jarige leeftijd.
- Bibsys: 11033912
- Biblioteca Nacional de España: XX1566929
- Gemeinsame Normdatei: 115616276
- International Standard Name Identifier: 0000 0001 1949 6905
- KulturNav: 83fa00a1-88aa-45a5-9e81-0184c6e79bc2
- Library of Congress Control Number: no2011067892
- Nationale Bibliotheek van Polen: a0000003778823
- Nederlandse Thesaurus van Auteursnamen: 398412219
- LIBRIS: 251060
- Système universitaire de documentation: 152035354
- Union List of Artist Names: 500353975
- Virtual International Authority File: 49958652
- WorldCat: E39PBJkXwhYfxMVxWkP8cxkdQq